# Hispa
Hispa là một chi bọ cánh cứng trong họ Chrysomelidae.
Chi này được miêu tả khoa học năm 1767 bởi Linnaeus.

## Các loài
Các loài trong chi này gồm:
- Hispa atra (Linnaeus, 1767)
- Hispa brachycera (Gestro, 1897)
- Hispa nigrina Dohrn Tennent, 1868
- Hispa ramosa (Gyllenhal, 1817)
- Hispa stygia (Chapuis, 1877)
- Hispa tarsata Swietojanska, 2001
- Hispa waiensis (Borowiec & Swietojanska, 2007)
- Hispa walkeri Baly Tennent, 1868